# Alien Hominid
Alien Hominid — незалежна відеогра жанру «Shoot 'em up», розроблена компанією The Behemoth. Гра була розроблена на платформі Adobe Flash, флеш версія гри була опублікована на Newgrounds у серпні 2002 року. Гра була портована на різні платформи у 2004 році в Північній Америці та в Європі у 2005 році на платформи; PlayStation 2, GameCube, Xbox 360, Game Boy Advance, iOS, та Gizmondo. Покращена версія гри під назвою Alien Hominid HD була випущена для Xbox 360 через сервіс Xbox Live Arcade 28 лютого 2007 року. Нова гра з цієї серії Alien Hominid Invasion, знаходиться в розробці для Windows, Nintendo Switch та Xbox One.

## Геймплей
Alien Hominid — це шутер з бічним скроллом, схожий механікою на серію ігор Metal Slug, де одне влучання миттєво вбиває ворога і розрахованна на одночасну гру двох гравців. Гравці беруть на себе роль титульного гомініда, який повинен відбиватися від хвиль секретних агентів. Його основний арсенал — бластер, хоча гравці також можуть вести ближній бій з ворогами, що стоять близько, і використовувати обмежену кількість гранат для атаки. Просунуті рухи включають перекочування під пострілами, стрибки на ворогів і відкушування їхніх голів, тимчасове відлякування інших ворогів, а також підкопування під землю, щоб затягнути ворогів на дно разом із собою.
Гравці можуть збирати численні різноманітні бонуси, які одночасно дають гравцям додаткові гранати, щит та унікальні боєприпаси. Гравці також можуть керувати транспортними засобами, їздити верхи на єті та пілотувати НЛО. Виконання певних завдань відкриває капелюхи, в які гравці можуть одягати своїх гомінідів. Основна гра складається з шістнадцяти етапів.
Окрім основної гри, є три багатокористувацькі режими (Challenge, Neutron Ball та Pinata Boss), гра для КПК (з близько 200 рівнями та редактором рівнів), додатковий режим під назвою All You Can Eat, а також ретро-міні-гра Super Soviet Missile Mastar.

## Розвиток
Alien Hominid почала своє життя як флеш-гра, розроблена програмістом Томом Фулпом та аніматором і художником Деном Паладіном, яка була випущена на Newgrounds у серпні 2002 року. Її часто називають «прототипом» Alien Hominid від The Behemoth.
Гра складалася з одного рівня з двома босами, які згодом з'являться в роздрібній версії. Вона стала дуже популярною на сайті онлайн-ігор і в неї зіграли понад 20 мільйонів разів. Пізніше того ж року до Паладіна звернувся його тодішній колега Джон Баез, фанат гри Alien Hominid. Він запропонував Паладіну і Фулпу зробити консольну версію гри, навіть запропонувавши продюсувати гру. І Паладін, і Фулп погодилися з його ідеєю, утворивши The Behemoth.
За два роки Alien Hominid став набагато більшим проєктом, ніж його онлайн-прототип. Хоча спочатку розглядалася 3D-графіка, The Behemoth не мав нічого спільного з традиційною 2D-стилістикою прототипу. Проєкт був повністю перекодований для консолей, і було створено багато нових ігрових функцій. Музику до гри створив Метт Харвуд.

## Спадщина
Гомінід з'являється на одному з рівнів 2-ї гри The Behemoth, Castle Crashers, використовуючи зброю на основі променевої гармати. Ним можуть грати всі, хто завантажив Alien Hominid HD для Xbox 360, а розблокувати його можна, пройшовши відповідний рівень у версіях гри для PlayStation Network та Steam. Зелене очне яблуко з ранньої сутички з босом також з'являється як Тваринна куля, що стріляє лазерами у ворогів. Гомінід з'являється як ігровий персонаж у грі Team Meat's Super Meat Boy, іншій грі, яка виникла як флеш-гра на Newgrounds. Міні-гра Super Soviet Missile Mastar з Alien Hominid була випущена як безкоштовний додаток для iOS 7 лютого 2011 року. Покращена версія міні-гри PDA Games була випущена для iOS 9 грудня 2011 року. Розробник Том Фулп назвав PDA Games джерелом натхнення для третьої гри The Behemoth, BattleBlock Theater, [17] яка містить голови персонажів-гомінідів, що розблоковуються для тих, хто володіє Alien Hominid HD.
30 січня 2020 року Behemoth анонсували свою п'яту гру, Alien Hominid Invasion, яку вони описують як «абсолютно нове переосмислення» оригінальної гри з новим геймплеєм і механікою. Гра розробляється для Xbox One, Nintendo Switch та ПК. Реліз заплановано на 2023 рік.

## Сприйняття
Гра отримала «загалом схвальні відгуки» на всіх платформах, окрім версії для Game Boy Advance, яка отримала загальне визнання, згідно з сайтом агрегації рецензій Metacritic. Вона була номінована на щорічну нагороду GameSpot «Найсмішніша гра», яку отримала Grand Theft Auto: San Andreas.